# 2 octobre dans les chemins de fer
2 septembre 2 novembre
Chronologies thématiques
- Croisades
- Sports
- Disney

Cette page concerne les événements qui se sont déroulés un 2 octobre dans les chemins de fer.

## Événements

### XIXesiècle
- 1900. France : à Paris, ouverture du tronçon Étoile - Trocadéro du métro de Paris, alors embranchement de l'actuelle ligne 1, aujourd'hui intégrée à la ligne 6.

### XXesiècle
- 1938. France : fermeture aux voyageurs de la ligne Charleval - Serqueux.
- 1938. France : fermeture aux voyageurs de la ligne Eu - Dieppe.
- 1981. France : dans les Hauts-de-Seine, ouverture du tronçon Boulogne - Jean Jaurès - Boulogne - Pont de Saint-Cloud sur la ligne 10 du métro de Paris.
- 1991. France : ouverture d'Orlyval.

### XXIesiècle
- 2007. France : ouverture du prolongement de la ligne A du métro de Lyon, entre les stations Laurent Bonnevay - Astroballe et Vaulx-en-Velin - La Soie.

## Naissances
- x

## Décès
- x